# Combin de Boveire
Ne doit pas être confondu avec Pointe de Boveire.
Le Combin de Boveire est un sommet des Alpes valaisannes, en Suisse, situé dans le canton du Valais, qui culmine à 3 662 m d'altitude.
Situé au nord-ouest du Grand Combin et à l'est de la chaîne des Maisons Blanches, il domine le glacier de Corbassière à l'est. Son versant nord-ouest donne naissance au glacier de Boveire.